# Senior League AFP 2001
La AFP Senior League 2001 è stata la 4ª edizione del campionato di flag football organizzato dalla AFP. La stagione è iniziata nel corso del 2001 ed è terminata il 27 gennaio 2001 con la disputa del IV Finalbowl.

## Squadre partecipanti
| Club                                   | Città              | Risultato nella stagione 2000 |
| -------------------------------------- | ------------------ | ----------------------------- |
| Banditi Ferrara                        | Ferrara            | Campioni in carica            |
| Blitz Ancona                           | Ancona             |                               |
| Celtics Bologna                        | Bologna            |                               |
| Fioi Venezia                           | Venezia            |                               |
| Gators Bolzano                         | Bolzano            |                               |
| Kings Ferrara                          | Ferrara            |                               |
| Golden Bears Trieste                   | Trieste            |                               |
| Leoni Palmanova                        | Palmanova (UD)     |                               |
| Selezione USA Johns Hopkins University | Bologna            |                               |
| X-Men Reggio Emilia                    | Reggio nell'Emilia |                               |

## Calendario

### VI Memorial Leo Rubini

#### Squadre partecipanti
- Banditi Ferrara
- Blitz Ancona[1]
- Celtics Bologna
- Fioi Venezia
- Gators Bolzano
- Golden Bears Trieste
- Kings Ferrara
- X-Men Reggio Emilia

#### Gironi
| Girone A            | Girone B             |
| ------------------- | -------------------- |
| Banditi Ferrara     | Golden Bears Trieste |
| X-Men Reggio Emilia | Gators Bolzano       |
| Celtics Bologna     | Kings Ferrara        |
| Blitz Ancona        | Fioi Venezia         |

#### Classifiche

##### Classifica Girone A
| Squadra             | G | V | N | S | PF | PS | DP  |
| ------------------- | - | - | - | - | -- | -- | --- |
| Banditi Ferrara     | 3 | 2 | 1 | 0 | 72 | 50 | +22 |
| X-Men Reggio Emilia | 3 | 2 | 1 | 0 | 77 | 68 | +9  |
| Celtics Bologna     | 3 | 1 | 0 | 2 | 36 | 49 | -13 |
| Blitz Ancona        | 3 | 0 | 0 | 3 | 0  | 18 | -18 |

##### Classifica Girone B
| Squadra              | G | V | N | S | PF  | PS  | DP  |
| -------------------- | - | - | - | - | --- | --- | --- |
| Gators Bolzano       | 3 | 3 | 0 | 0 | 87  | 54  | +33 |
| Golden Bears Trieste | 3 | 2 | 0 | 1 | 100 | 59  | +41 |
| Fioi Venezia         | 3 | 1 | 0 | 2 | 71  | 89  | -18 |
| Kings Ferrara        | 3 | 0 | 0 | 3 | 33  | 117 | -84 |

#### MVP
- Offense: Alessandro Paltrinieri, WR #2 dei  Banditi Ferrara
- Defense: Marco Ragazzi, CB #55 dei  Banditi Ferrara

#### Incontri prima fase

##### Incontri Girone A
| Ferrara 30 settembre 2001 | X-Men Reggio Emilia | 27 – 24 | Celtics Bologna |  |

| Ferrara 30 settembre 2001 | Banditi Ferrara | 6 – 0 (a tavolino) | Blitz Ancona |  |

| Ferrara 30 settembre 2001 | Celtics Bologna | 6 – 0 (a tavolino) | Blitz Ancona |  |

| Ferrara 30 settembre 2001 | Banditi Ferrara | 44 – 44 | X-Men Reggio Emilia |  |

| Ferrara 30 settembre 2001 | Blitz Ancona | 0 – 6 (a tavolino) | X-Men Reggio Emilia |  |

| Ferrara 30 settembre 2001 | Banditi Ferrara | 22 – 6 | Celtics Bologna |  |

##### Incontri Girone B
| Ferrara 30 settembre 2001 | Kings Ferrara | 12 – 42 | Fioi Venezia |  |

| Ferrara 30 settembre 2001 | Gators Bolzano | 35 – 30 | Golden Bears Trieste |  |

| Ferrara 30 settembre 2001 | Gators Bolzano | 33 – 6 | Kings Ferrara |  |

| Ferrara 30 settembre 2001 | Golden Bears Trieste | 28 – 9 | Fioi Venezia |  |

| Ferrara 30 settembre 2001 | Kings Ferrara | 15 – 42 | Golden Bears Trieste |  |

| Ferrara 30 settembre 2001 | Fioi Venezia | 18 – 49 | Gators Bolzano |  |

#### Playoff

##### Semifinali
| Ferrara 30 settembre 2001 | Banditi Ferrara | 44 – 21 | Golden Bears Trieste |  |

| Ferrara 30 settembre 2001 | X-Men Reggio Emilia | 30 – 18 | Gators Bolzano |  |

##### Finale 3º - 4º posto
| Ferrara 30 settembre 2001 | Golden Bears Trieste | 14 – 34 | Gators Bolzano |  |

##### Finale
| Ferrara 30 settembre 2001 | Banditi Ferrara | 34 – 36 | X-Men Reggio Emilia |  |

## Playoff

### Squadre qualificate
- Banditi Ferrara
- Gators Bolzano
- Golden Bears Trieste
- Leoni Palmanova
- Selezione USA Johns Hopkins University
- X-Men Reggio Emilia

### Gironi
| Girone Blu                             | Girone Giallo        |
| -------------------------------------- | -------------------- |
| X-Men Reggio Emilia                    | Golden Bears Trieste |
| Selezione USA Johns Hopkins University | Banditi Ferrara      |
| Leoni Palmanova                        | Gators Bolzano       |

### Fase a gironi

#### Girone Blu
| Ferrara 27 gennaio 2002 | X-Men Reggio Emilia | 24 – 17 | Selezione USA Johns Hopkins University |  |

| Ferrara 27 gennaio 2002 | X-Men Reggio Emilia | 27 – 40 | Leoni Palmanova |  |

| Ferrara 27 gennaio 2002 | Leoni Palmanova | 20 – 30 | Selezione USA Johns Hopkins University |  |

#### Girone Giallo
| Ferrara 27 gennaio 2002 | Banditi Ferrara | 37 – 15 | Gators Bolzano |  |

| Ferrara 27 gennaio 2002 | Banditi Ferrara | 40 – 18 | Golden Bears Trieste |  |

| Ferrara 27 gennaio 2002 | Golden Bears Trieste | 30 – 40 | Gators Bolzano |  |

### Semifinali
| Ferrara 27 gennaio 2002 | Selezione USA Johns Hopkins University | 38 – 20 | Gators Bolzano |  |

| Ferrara 27 gennaio 2002 | Banditi Ferrara | 32 – 26 | Leoni Palmanova |  |

### Finale 5º-6º posto
| Ferrara 27 gennaio 2002 | X-Men Reggio Emilia | 12 – 12 | Golden Bears Trieste |  |

### Finale 3º-4º posto
| Ferrara 27 gennaio 2002 | Leoni Palmanova | n.d. – n.d. | Gators Bolzano |  |

### IV Finalbowl
| Ferrara 27 gennaio 2002 | Banditi Ferrara | 34 – 26 | Selezione USA Johns Hopkins University |  |

La partita finale, chiamata IV Finalbowl si è giocata il 27 gennaio 2002 a Ferrara.